# Emmenomma oculatum
Emmenomma oculatum is een spinnensoort uit de familie Macrobunidae. De wetenschappelijke naam van de soort werd voor het eerst geldig gepubliceerd in 1884 door Eugène Simon.
De soort komt voor in Chili, Argentinië en de Falklandeilanden.